# فاتسلوفاس بيرجيشكا
فاتسلوفاس بيرجيشكا (2 ديسمبر 1884 - 3 يناير 1956) (بالليتوانية: Vaclovas Biržiška)‏ هو محامي ومُدرّس وببليوغرافي ليتواني.

## مسيرته
ولد بيرجيشكا في قرية فيسكشنياي. درس العلوم والرياضيات في جامعة سانت بطرسبرغ الحكومية، وانتقل إلى مدرسة القانون، وتخرج في عام 1909، ثم زاول القانون في العاصمة فيلنيوس حتى اندلاع الحرب العالمية الأولى.
كان عضوا في عائلة ليتوانية بارزة. كان جده ميكولاس بيرجيشكا ممثلاً في مجلس النواب البولندي عندما تم قبول دستور 3 مايو عام 1791؛ كان جده ليونارداس بيرجيشكا مشاركًا نشيطًا في ثورة نوفمبر (1830). كما كان إخوته، ميكولاس بيرجيشكا وفيكتوراس بيرجيشكا، من قادة المجتمع الليتواني. رفض والده، الطبيب أنتاناس بيرجيشكا، أستاذية في جامعة موسكو الحكومية لممارسة الطب في المناطق الريفية في ليتوانيا.
بعد عمله ضابطا في الجيش الروسي، عمل في موسكو في مكتب الشؤون الليتوانية مفوضا للتعليم في ليتوانيا، ومُعلما في ليتوانيا. خلال النزاعات التي نشبت بين ليتوانيا وبولندا وروسيا في الفترة ما بين 1918 و 1920، عمل مستشارا قانونيا لكل من المتهمين الليتوانيين والبولنديين. بعد أن تم ضم فيلنيوس من بولندا، انتقل إلى العاصمة الليتوانية المؤقتة كاوناس.
خدم في الجيش الليتواني من 1920 إلى 1923. بعد عودته إلى الأوساط الأكاديمية، أصبح أستاذاً للقانون في جامعة فيتاوتاس الكبير (Vytautas Magnus University)، وأستاذا في العلوم الإنسانية، متابعاً اهتماماته في الببليوغرافيا وعلوم المكتبات. وكان في وقت لاحق عميدا لكلية الحقوق في جامعة فيلنيوس.
بعد الحرب العالمية الثانية هاجر بيرجيشكا إلى ألمانيا الغربية ثم إلى الولايات المتحدة. وقد كان مستشارًا فخريًا لمكتبة الكونغرس من 1951 إلى 1953.
ساهم بيرجيشكا بشكل كبير في الموسوعة الليتوانية.